# Bianca Mayer
Bianca Mayer (Scuol, 17 maggio 1979) è una cantante, musicista e pianista svizzera nota per i suoi album in lingua romancia pubblicati con il nome d'arte di Bibi Vaplan.

## Biografia
Bianca Mayer è cresciuta in Engadina.
Ha completato i suoi studi di pianoforte presso l'Università delle Arti di Zurigo (ZHdK) nel 2005 con un diploma di insegnamento.
Già durante i suoi studi ha composto per film e teatro (tra gli altri per Vitus), alla fine della formazione ha iniziato a insegnare a se stessa.
Nel 2009, l'artista, ormai nota a un pubblico più ampio, ha vinto il Kulturförderpreis del Canton Grigioni.
Dal 2013 al 2014 è stata presentatrice radiofonica al Radiotelevisiun Svizra Rumantscha (RTR).
Il suo primo importante progetto CD "Alba da la Clozza" (2009) ha arricchito la musica romancia con un nuovo tocco molto personale. Con gli album successivi "Ingio Vasch" (it. Dove vai?) e "Eu vegn cun tai" (it. Io sarò con voi) e "Sdruogliar" (It. Risveglio) hanno avuto recensioni positive per la qualità delle canzoni e la professionalità della cantante.
Con il suo duetto con il rapper e attore Carlos Leal, ma anche con brani solistici come "Lascha a Mai" Bibi Vaplan che è stato frequentemente messo in ascolto su Radio SRF 3.

## Musica

### Composizioni per teatro e film
Dal 2003 Bianca Mayer ha scritto composizioni per opere teatrali e film, dieci progetti dal 2004 al 2008. È stata assistente di composizione per le colonne sonore dei film Vitus di Fredi M. Murer, nel 2005, I was a Swiss Banker di Thomas Imbach nel 2007 e Happy New Year di Christoph Schaub nel 2008.

### Alba da la Clozza
Dopo essersi diplomata, Bianca Mayer è stata attiva come cantante e chitarrista nel gruppo rock grigionese di lingua romancia Alba da la Clozza fino al 2009 con cui ha inciso Üna jada intuorn.

### Bibi Vaplan
Dal 2010 Bianca Mayer ha sviluppato uno stile musicale più calmo e più contemplativo. Bibi, va plan! significa nel dialetto Vallader della lingua romancia "Bianca, vai piano!" e dovrebbe essere programma. Come Bibi Vaplan scrive i testi e la musica, canta e suona il piano o il clavicembalo. L'album Sdruogiar (it. "Risveglio") del 2012 è stato creato in collaborazione con la Kammerphilharmonie Graubünden, l'orchestra da camera dei Grigioni.
I testi di Bianca Mayer sono sempre in dialetto Vallader. Sulla scelta di fare musica, ha detto la cantautrice:
(Engadiner Post, 15 novembre 2012)

## Discografia
- Üna jada intuorn nel gruppo Alba da la Clozza, 2009.
- Ingio vasch? con il nome di Bibi Vaplan, 2011.
- Eu vegn cun tai con il nome di Bibi Vaplan, 2011.
- Sdruogliar con il nome di Bibi Vaplan, 2012.
- Cul vent con il nome di Bibi Vaplan, 2015.
- Cler Cler con il nome di Bibi Vaplan, 2018.